# 連續陣風
連續陣風或隨機陣風是在空間和時間上隨機變化的風。連續陣風模型之目的為描述大氣湍流，尤其是晴空湍流和風暴中的湍流風。美國聯邦航空管理局 (FAA) 和美國國防部也有提出一些針對飛機設計利用的連續陣風模型。

## 連續陣風的模型
陣風有很多種模型，但只有 Dryden 和 von Kármán 模型這兩種模型用於飛行動力學應用。這兩個模型都是依據功率譜密度定義陣風，此陣風之線速度及角速度都是以端流長度尺度及強度做參數。這些模型之速度分量可以當作擾動項納入飛機運動方程。雖然這些連續陣風模型不是白噪音，但濾波器仍然可以設計為採用 Dryden 或 von Kármán 模型輸入白噪聲並輸出隨機過程。

## 連續陣風模型的假設
美國聯邦航空局和國防部接受的模型將連續陣風表示為隨機化的線速度場和角速度場，並做出了許多近似假設以便對其做數學運算。
- 高斯過程
- 平穩過程，所有參數都不隨時間而變
- 齊次的，參數不隨路徑而改變
- 遍歷性
- 在高緯度各項同性，參數不隨高度改變
- 變數隨空間而改變但不隨時間而變

這些假設雖然不切實際，但卻為飛行動力學應用提供了可接受的模型。尤其最後一項假設最不合理，因為特定點的湍流一定會隨著時間而有所改變。這些模型依靠飛機在陣風中的運動來產生風速的時間變化，這使得這個模型不適合用作懸停模型、風力渦輪機或其他固定在空間中之飛行器具的應用。
這些模型也對於不同高度的陣風做出了假設。美國國防部用的 Dryden 和 von Kármán 模型設定了三種區間的高度：低空， 10 ft 到 1000 ft AGL；中高空， 2000 ft AGL以上；及其中。湍流的強度、長度的尺度及湍流的軸向會依照高度改變。國防部也提供了角速度陣風模型和它們適用的範圍。該適用的範圍是基於飛機的穩定微分。

## Dryden模型
Dryden 模型是最常用的連續陣風模型之一，於1952年第一次被提出來。 其線速度縱向分量之功率譜密度為
{\displaystyle \Phi _{u_{g}}(\Omega )=\sigma _{u}^{2}{\frac {2L_{u}}{\pi }}{\frac {1}{1+(L_{u}\Omega )^{2}}}}
ug 是陣風的縱向線速度分量，σu 是湍流強度， Lu 是湍流長度尺度，Ω 是空間頻率。
Dryden模型對於所有速度分量都有有理功率譜密度。這代表存在一個好的濾波器能夠將輸入白噪音並以Dryden模型的功率譜密度輸出隨機過程。

## von Kármán模型
von Kármán模型是美國聯邦航空管理局和國防部偏好的連續陣風模型，它第一次出現在1957年一篇基於西奧多·馮·卡門早前之研究的NACA報告 在此模型中, 其線速度縱向分量之功率譜密度為
{\displaystyle \Phi _{u_{g}}(\Omega )=\sigma _{u}^{2}{\frac {2L_{u}}{\pi }}{\frac {1}{\left(1+(1.339L_{u}\Omega )^{2}\right)^{\frac {5}{6}}}}}
ug 是陣風的縱向線速度分量，σu 是湍流強度， Lu 是湍流長度尺度，Ω 是空間頻率。
von Kármán模型的功率譜密度為無理化的，故沒有濾波器能將輸入的白噪音以Dryden模型的功率譜密度輸出隨機過程，僅能找到一個近似的濾波器而已。

## 振幅依賴性
上述提到的兩個模型都被湍流強度及長度尺度參數化。這兩個參數的結合決定了功率譜密度的形狀故模型的品質與觀察到的湍流吻合。很多不同的結合方法都可以在適用頻率範圍內給出真實的功率譜密度。 國防部給出的公式包含了這兩種參數的不同選擇，包括它們對高度的依賴性，並總結如下：

### 低空
低空的定義為高度在10 ft AGL和1000 ft AGL。

#### 長度尺度
在低空，長度尺度是高度的函數：
{\displaystyle 2L_{w}=h}
{\displaystyle L_{u}=2L_{v}={\frac {h}{(0.177+0.000823h)^{1.2}}}}
h 是高度AGL。 在1000 ft AGL， Lu = 2Lv = 2Lw = 1000 ft。

#### 湍流強度
在低空，湍流強度被W20給參數化，W20是20 ft高的風速。
| 湍流強度 | {\displaystyle W_{20}} |
| -------- | ---------------------- |
| 輕度     | 15 節                  |
| 中度     | 30 節                  |
| 強烈     | 45 節                  |

{\displaystyle \sigma _{w}=0.1W_{20}}
{\displaystyle {\frac {\sigma _{u}}{\sigma _{w}}}={\frac {\sigma _{v}}{\sigma _{w}}}={\frac {1}{(0.177+0.000823h)^{0.4}}}}
在1000 ft AGL，
{\displaystyle \sigma _{u}=\sigma _{v}=\sigma _{w}=0.1W_{20}}

### 中高空

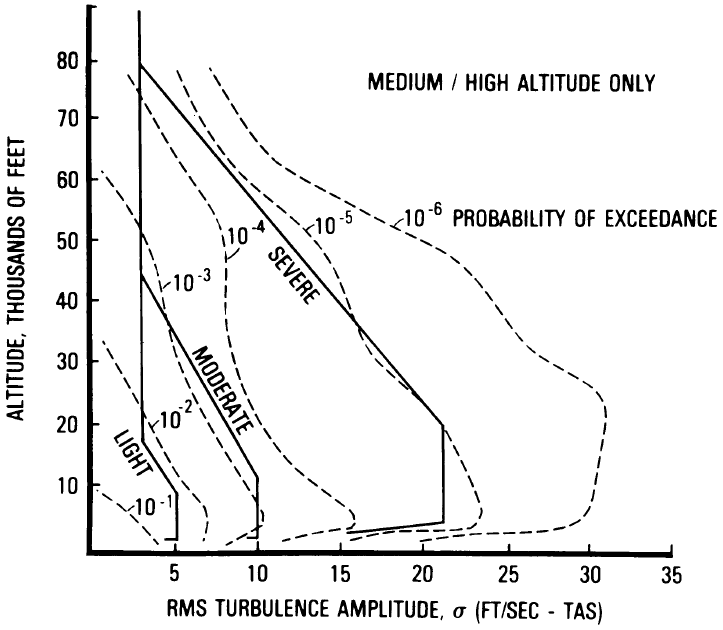
中高度中的亂流強度與高度關係圖

中高空的定義為 2000 ft AGL以上。

#### 長度尺度
對於 Dryden model，
{\displaystyle L_{u}=2L_{v}=2L_{w}=1750{\text{ft}}}
對於 von Kármán model，
{\displaystyle L_{u}=2L_{v}=2L_{w}=2500{\text{ft}}}

#### 湍流強度
在高空
{\displaystyle \sigma _{u}=\sigma _{v}=\sigma _{w}}
它們都被超越的機率或湍流嚴重性參數化。同時，在軍方的參數當中，同時也有利用湍流強度和高度做圖。在圖中可以對應到不同的湍流嚴重性。

### 中高空
介於 1000 ft AGL 和 2000 ft AGL，長度尺度和湍流強度是利用 1000 ft 和 2000 ft 的數值進行線性插值。

### 湍流軸
超過 1750 ft，湍流的軸與風的參考系相同。低於1750 ft，縱向的湍流軸與地球參考系的z軸相同。縱向的湍流軸與平均風向量在地球的水平投影互相平行，而側向的湍流軸可以被右手定則決定。

## 註解
1. 1 2  14 CFR Part 25: Appendix G. . U.S. Code of Federal Regulations. Government Printing Office. 2011  [2022-12-17]. （原始内容存档于2020-07-28）.
2. 1 2 3 4 5  MIL-STD-1797A 1990，第678頁.
3. ↑  MIL-STD-1797A 1990，第695–697頁.
4. 1 2  Hoblit 1988，Chap. 4.
5. ↑  Etkin 2005，第543–562頁.
6. 1 2 3  . MATLAB Reference Pages. The MathWorks, Inc. 2010  [2013-05-24]. （原始内容存档于2023-03-28）.
7. 1 2 3  . MATLAB Reference Pages. The MathWorks, Inc. 2010  [2013-05-24]. （原始内容存档于2022-12-17）.
8. ↑  Etkin 2005，第531–543頁.
9. ↑  Hoblit 1988，Chap. 12.
10. 1 2  MIL-STD-1797A 1990，第673, 678–685, 702頁.
11. ↑  MIL-STD-1797A 1990，第680頁.
12. ↑  Liepmann, H. W. . Journal of the Aeronautical Sciences. 1952, 19 (12): 793–800. doi:10.2514/8.2491.
13. ↑  Diedrich, Franklin W.; Joseph A. Drischler.  (报告): NACA TN 3920. 1957.
14. ↑  de Kármán, Theodore; Leslie Howarth. . Proceedings of the Royal Society of London. Series A, Mathematical and Physical Sciences. 1938, 164 (917): 192–215. Bibcode:1938RSPSA.164..192D. doi:10.1098/rspa.1938.0013 .
15. ↑  von Kármán, Theodore. . Proceedings of the National Academy of Sciences. 1948, 34 (11): 530–539. Bibcode:1948PNAS...34..530V. PMC 1079162 . PMID 16588830. doi:10.1073/pnas.34.11.530 .
16. ↑  von Kármán, T.; Lin, C. C. . von Mises, Richard; von Kármán, Theodore  (编). . Academic Press, Inc.: 1–19. 1951. ISBN 9780080563800.
17. ↑  MIL-STD-1797A 1990，第673頁.
18. ↑  MIL-STD-1797A 1990，第702頁.